# Sam Francis
Samuel Lewis Francis chamado Sam Francis (San Mateo, 25 de junho de 1923 – Santa Mônica, 4 de novembro de 1994) foi um pintor americano, famoso por sua pintura não-figurativa. Ele desenvolveu em suas pinturas uma nova estética da cor, uma nova concepção de tela, o gesto do artista, contribuindo em vários movimentos de seu tempo iniciado e desenvolvido pelos artistas americanos, como Rothko, Pollock, de Kooning, Kline

## O nascimento de uma vocação
Originalmente, Sam Francis não tinha a intenção de seguir uma carreira artística, pois começou a estudar medicina e psicologia. Em 1943 ingressou no Exército como um aviador, mas em 1944 seu avião caiu no deserto durante uma sessão de treinamento. Ferido, ele foi hospitalizado por dois anos. Foi durante a sua internação que o gatilho para a pintura ocorre: em primeiro lugar para passar o tempo, ele acabou praticando para se divertir.  Ele ficou convencido das propriedades terapêuticas da arte ao longo de sua vida, ele disse « minha pintura veo da doença. Saí do hospital com a minha pintura. [...] Eu sofri em meu corpo e porque eu era capaz de pintar que eu curei ».
Ao deixar o hospital, começou a estudar arte na Berkeley e em 1946 ele se mudou para San Francisco seguir o curso de Clyfford Still, artista que ele descobriu durante uma exposição. Ele e os outros estudantes de Berkeley, foram muito impressionados, porque « as imagens do Still eram  orgânicas, cores e superfícies não tinha nada em comum com o que havíamos aprendido a considerar como sendo de "boa" pintura moderna [...], algo de novo, algo que, para a maioria, não foi possível identificar veio aparecido »
Após este primeiro verdadeiro encontro com a arte abstrata, ele se mudou para Paris em 1948-1949. Lá, ele irá encontrar-se com muitos artistas americanos, que agora são chamados de pintores ação, que vai "completar" a sua abordagem. Sobre telas de grande formato (que ele vai usar muito rapidamente, por necessário) irá emprestar a sua mistura e várias técnicas: Dripping, All Over, qualifica-se de tachista, nome que faz referência ao acidente de criação: a forma é local, sujeito ao acaso, e levantou-se espontaneamente.

## Sua abordagem e sua visão da tela
Esta nova forma de pintura também irá mudar a sua opinião sobre a tela. Por seu acidente de avião, ele já estava ansioso em mostrar o sentimento do infinito que tinha vislumbrado no deserto, nesse espaço, sem começo nem fim. Para ele, a tela branca se mistura com o céu visitado uma vez e, por isso, era natural que ele decido pintar unicamente o fundo, lugar do infinito na pintura. Daí o resultado de sua abordagem: se o infinito vem do fundo, então não há necessidade de pintar figuras, ele apenas se  interessa em a « área que se estende entre as coisas ». Mas, isso é contrário à tradição pictórica: o fundo deverá servir apenas como um teatro para as figuras, a relação fundo/figuras incorpora a história que ele conta. Ao remover as figuras, Sam Francis remove o acabamento e mantem apenas o infinito, as suas obras são como peças infinitas dele, que se continua muito para além da tela. Ele vai além do conceito do enquadramento. No entanto, é impossível. Mas não se considera que as figuras podem ser diluídas, confusas de uma forma muito suave com o fundo. Como pontos de nada, pois uma interpretação foi eliminado, apenas a profundidade é: « Depth is all »